# 溫斯洛 (緬因州)
溫斯洛（英語：Winslow）是一個位於美國緬因州肯納貝克縣的市鎮。

## 人口
根據2020年美國人口普查的數據，溫斯洛的面積為17.11平方千米，當中陸地面積為15.52平方千米，而水域面積為1.58平方千米。當地共有人口7948人，而人口密度為每平方千米465人。